# Milan Buben
Milan Buben (Prag, 25. svibnja 1946. - ), češki povjesničar, heraldičar i publicist. Predavač je na Katoličkom bogoslovnom fakultetu i Fakultetu umjetnosti te nositelj odlikovanja Suverenog Malteškog reda. Diplomirao je na Filozofskom fakultetu u Pragu, a doktorirao 2011. na Katoličkom bogoslovnom fakultetu Karlovog sveučilišta. Specijalizirao se za crkvenu povijest Katoličke Crkve u Češkoj i grboslovlje češkog plemstva i klera.

## Djela
Milan Buben je tijekom svoga istraživačkog rada objavio sljedeća djela:
- Heraldika, Prag, 1986. (njemački prijevod Heraldik, Prag, 1987.[4])
- Suverénní řád maltézských rytířů v historii a současnosti, 1993.
- Encyklopedie heraldiky: světská a církevní titulatura a reálie, 4 izdanja: 1994., 1997., 1999. i 2003.
- Encyklopedie českých a moravských sídelních biskupů, 2000.
- Encyklopedie řádů, kongregací a řeholních společností katolické církve v českých zemích, I. dio (Viteštvo i križ), 2002.
- Encyklopedie řádů, kongregací a řeholních společností katolické církve v českých zemích, II. dio, 1. svezak (Kanonici), 2003.
- Encyklopedie řádů, kongregací a řeholních společností katolické církve v českých zemích, II. dio, 2. svezak (Redovničko zvanje), 2004.